# Nati nel 1920/Marzo
| Questa pagina contiene informazioni ricavate automaticamente dalle voci biografiche con l'ausilio del template Bio e di un bot. L'aggiornamento è periodico e automatico e ricostruisce completamente la pagina. Se manca una persona in questa lista, sei pregato di non aggiungerla, ma accertati piuttosto che la sua voce biografica contenga il template Bio e che i dati anagrafici siano correttamente compilati. Se il template Bio manca, inseriscilo tu stesso o, in alternativa, metti l'avviso {{tmp\|Bio}} che ne segnala la mancanza. Se i dati riportati sono sbagliati, correggi direttamente la voce biografica; le modifiche saranno visibili in questa lista entro pochi giorni. Per chiarimenti vedi il progetto biografie. La lista contiene solo le 197 persone che sono citate nell'enciclopedia e per le quali è stato implementato correttamente il template Bio. Pagina aggiornata al 18 apr 2025. |

- 1º marzo - Josef Epp, calciatore e allenatore di calcio austriaco († 1989)
- 1º marzo - Reg Harris, pistard britannico († 1992)
- 1º marzo - Simon Ignatius Pimenta, cardinale e arcivescovo cattolico indiano († 2013)
- 1º marzo - Plutão de Macedo, cestista e allenatore di pallacanestro brasiliano († 2004)
- 1º marzo - Yvan Quenin, cestista e dirigente sportivo francese († 2009)
- 2 marzo - Cesare Brunetti, calciatore italiano
- 2 marzo - Michail Pimenov, pallavolista e allenatore di pallavolo sovietico († 2005)
- 2 marzo - Shangguan Yunzhu, attrice cinese († 1968)
- 2 marzo - Mario Tozi, calciatore italiano († 1998)
- 2 marzo - François Villiers, regista e sceneggiatore francese († 2009)
- 3 marzo - Michele Cecchini, arcivescovo cattolico e diplomatico italiano († 1989)
- 3 marzo - Ermanno Donati, produttore cinematografico italiano († 1979)
- 3 marzo - James Doohan, attore e glottoteta canadese († 2005)
- 3 marzo - Yang Kyoungjong, militare coreano († 1992)
- 3 marzo - Denis Mack Smith, storico e biografo britannico († 2017)
- 4 marzo - Alberto D'Aversa, regista teatrale, regista cinematografico e sceneggiatore italiano († 1969)
- 4 marzo - Jean Lecanuet, politico francese († 1993)
- 4 marzo - Pierre Mamie, vescovo cattolico svizzero († 2008)
- 4 marzo - Zenonas Puzinauskas, cestista lituano († 1995)
- 4 marzo - Victor Salvi, arpista, liutaio e imprenditore statunitense († 2015)
- 5 marzo - José Aboulker, attivista e medico francese († 2009)
- 5 marzo - Gaby André, attrice francese († 1972)
- 5 marzo - Keith Carey, cestista statunitense († 1999)
- 5 marzo - Virginia Christine, attrice statunitense († 1996)
- 5 marzo - Luis Induni, attore italiano († 1979)
- 5 marzo - Leontine T. Kelly, vescova luterana statunitense († 2012)
- 5 marzo - Del Latta, politico statunitense († 2016)
- 5 marzo - Gabriella Poli, giornalista italiana († 2012)
- 5 marzo - Gaby Robert, calciatore e allenatore di calcio francese († 2003)
- 5 marzo - Juan José Torres, generale e politico boliviano († 1976)
- 5 marzo - Agostino Zorzato, politico italiano († 1983)
- 6 marzo - Albino Badinelli, carabiniere italiano († 1944)
- 6 marzo - Lewis Gilbert, regista e sceneggiatore inglese († 2018)
- 6 marzo - Josef Kozák, pallavolista e allenatore di pallavolo cecoslovacco († 2000)
- 6 marzo - József Kónya, calciatore ungherese († 1987)
- 6 marzo - Lynne Lassal, modella francese († 2002)
- 6 marzo - Franco Quarleri, militare e partigiano italiano († 1945)
- 6 marzo - Celina Seghi, sciatrice alpina italiana († 2022)
- 7 marzo - Ángela María Aieta, attivista argentina († 1976)
- 7 marzo - Bo Yang, scrittore cinese († 2008)
- 7 marzo - Reg Lewis, calciatore inglese († 1997)
- 7 marzo - Eddy Paape, fumettista belga († 2012)
- 7 marzo - Willie Watson, calciatore, allenatore di calcio e crickettista inglese († 2004)
- 8 marzo - George Batchelor, matematico e fisico australiano († 2000)
- 8 marzo - Carlo Caroli, pittore italiano († 2008)
- 8 marzo - Eva Dahlbeck, attrice e scrittrice svedese († 2008)
- 8 marzo - Ingemar Hedberg, canoista svedese († 2019)
- 8 marzo - Vitantonio Sirago, storico e filologo italiano († 2015)
- 8 marzo - Gianni Zullo, comico, attore e cantante italiano († 2005)
- 9 marzo - Piet Biesiadecki, bobbista statunitense († 2000)
- 9 marzo - Dario Ciccone, calciatore e allenatore di calcio italiano († 2008)
- 9 marzo - Francesco Locatelli, ciclista su strada italiano († 1978)
- 9 marzo - Franjo Mihalić, maratoneta e mezzofondista jugoslavo († 2015)
- 10 marzo - Paolo Barbero, calciatore italiano
- 10 marzo - Julio Bolbochán, scacchista argentino († 1996)
- 10 marzo - Pio Filippani Ronconi, indologo, iranista e esoterista italiano († 2010)
- 10 marzo - Lucio Gambi, geografo italiano († 2006)
- 10 marzo - Marcial Maciel Degollado, presbitero messicano († 2008)
- 10 marzo - Alfred Peet, imprenditore olandese († 2007)
- 10 marzo - Boris Vian, scrittore, paroliere e drammaturgo francese († 1959)
- 10 marzo - Stephan Waser, bobbista svizzero († 1992)
- 11 marzo - Nicolaas Bloembergen, fisico olandese († 2017)
- 11 marzo - Kenneth Dover, filologo classico e grecista britannico († 2010)
- 11 marzo - Dennis Joseph Enright, poeta e romanziere britannico († 2002)
- 11 marzo - Benjamin Ferencz, giurista ungherese († 2023)
- 11 marzo - Dino Pieraccioni, filologo classico, grecista e grammatico italiano († 1989)
- 11 marzo - Sacha Pitoëff, attore e regista francese († 1990)
- 11 marzo - Gérard Tichy, attore tedesco († 1992)
- 11 marzo - Angelo Vidoletti, militare italiano († 1941)
- 12 marzo - Serafino Biagioni, ciclista su strada italiano († 1983)
- 12 marzo - Emilio De Feo, politico italiano († 1987)
- 12 marzo - Walter Omiccioli, aviatore italiano († 2009)
- 12 marzo - Françoise d'Eaubonne, attivista francese († 2005)
- 13 marzo - Paolo Berlanda, politico italiano († 2004)
- 13 marzo - Pietro De Laurentiis, scultore italiano († 1991)
- 14 marzo - Heinz Hitler, militare tedesco († 1942)
- 14 marzo - Harry Boye Karlsen, calciatore norvegese († 1994)
- 14 marzo - Dorothy Odam-Tyler, altista britannica († 2014)
- 14 marzo - Luigi Maria Verzé, presbitero e imprenditore italiano († 2011)
- 14 marzo - Francesco Zaltron, partigiano italiano († 1945)
- 15 marzo - Jacques Doniol-Valcroze, attore, regista e sceneggiatore francese († 1989)
- 15 marzo - Mauro Ferri, politico e avvocato italiano († 2015)
- 15 marzo - Ranganathan Francis, hockeista su prato indiano († 1975)
- 15 marzo - John Janisch, cestista statunitense († 1992)
- 15 marzo - Bohumil Kudrna, canoista cecoslovacco († 1991)
- 15 marzo - Andrea Negrari, politico italiano († 1988)
- 15 marzo - Aldo Nicolaj, drammaturgo italiano († 2004)
- 15 marzo - Edward Donnall Thomas, chirurgo statunitense († 2012)
- 15 marzo - Nguyễn Thị Định, generale e politica vietnamita († 1992)
- 15 marzo - Patrick Treanor, astronomo e gesuita britannico († 1978)
- 15 marzo - Warren Womble, allenatore di pallacanestro e dirigente sportivo statunitense († 2015)
- 16 marzo - John Addison, compositore britannico († 1998)
- 16 marzo - Dorothea Binz, tedesca († 1947)
- 16 marzo - Enzo Evangelisti, glottologo italiano († 1980)
- 16 marzo - Sid Fleischman, scrittore e sceneggiatore statunitense († 2010)
- 16 marzo - Ivo Galletti, imprenditore italiano († 2020)
- 16 marzo - Leopold Gernhardt, calciatore e allenatore di calcio austriaco († 2013)
- 16 marzo - Tonino Guerra, poeta, scrittore e sceneggiatore italiano († 2012)
- 16 marzo - Gustáv Hermann, cestista, allenatore di pallacanestro e dirigente sportivo cecoslovacco († 2010)
- 16 marzo - Traudl Junge, scrittrice tedesca († 2002)
- 16 marzo - Leo McKern, attore australiano († 2002)
- 16 marzo - Wolf Rilla, regista cinematografico e sceneggiatore tedesco († 2005)
- 17 marzo - Takeo Doi, psicoanalista giapponese († 2009)
- 17 marzo - John La Montaine, compositore e pianista statunitense († 2013)
- 17 marzo - Del Loranger, cestista statunitense († 2003)
- 17 marzo - Juzefa Makūnaitė, cestista lituana († 2003)
- 17 marzo - Olga Orozco, poetessa, scrittrice e giornalista argentina († 1999)
- 17 marzo - Sheikh Mujibur Rahman, politico bangladese († 1975)
- 17 marzo - José Tomás Sánchez, cardinale e arcivescovo cattolico filippino († 2012)
- 18 marzo - Sándor Balogh, calciatore ungherese († 2000)
- 18 marzo - Andrea Cason, paroliere e scrittore italiano († 2005)
- 18 marzo - Glauco Cataldo, compositore e direttore d'orchestra italiano († 2009)
- 18 marzo - Li Jong-kap, calciatore sudcoreano († 1990)
- 18 marzo - Ester Meneghello, velocista italiana († 2006)
- 18 marzo - Vincenzo Orlando, calciatore italiano († 2007)
- 18 marzo - Pierre Plantard, scrittore, esoterista e politico francese († 2000)
- 18 marzo - Aldo Settimio Boni, poeta e inventore italiano († 1983)
- 18 marzo - Michelangelo Verso, tenore italiano († 2006)
- 18 marzo - Friedrich Waller, bobbista svizzero († 2004)
- 19 marzo - Tige Andrews, attore statunitense († 2007)
- 19 marzo - Kjell Aukrust, poeta e scrittore norvegese († 2002)
- 19 marzo - Thermon Blacklidge, cestista statunitense († 1972)
- 19 marzo - Ugo Fondelli, ciclista su strada italiano († 2011)
- 19 marzo - Giuseppe Mancini, calciatore italiano
- 19 marzo - Laurent Noël, vescovo cattolico canadese († 2022)
- 19 marzo - Carlo Russo, politico italiano († 2007)
- 20 marzo - Federico Bigi, politico sammarinese († 1996)
- 20 marzo - Bruno Cester, fisico e astronomo italiano († 2017)
- 20 marzo - Andrée Chedid, poetessa e scrittrice egiziana († 2011)
- 20 marzo - Sergio Forti, militare e partigiano italiano († 1944)
- 20 marzo - Pamela Harriman, diplomatica e socialite britannica († 1997)
- 20 marzo - Bruno Ispiro, calciatore italiano († 1992)
- 20 marzo - Emilio Mattucci, politico italiano († 2000)
- 20 marzo - Mario Mlacher, calciatore italiano
- 20 marzo - Qemal Stafa, politico albanese († 1942)
- 20 marzo - Bruno Tuscano, partigiano italiano († 1945)
- 21 marzo - Carlo Bagno, attore italiano († 1990)
- 21 marzo - Francesco Bova, politico italiano († 2008)
- 21 marzo - Mario Cecchi Gori, produttore cinematografico italiano († 1993)
- 21 marzo - Plinio Clabassi, basso italiano († 1984)
- 21 marzo - Fonty Flock, pilota automobilistico statunitense († 1972)
- 21 marzo - Sofia Ionescu, chirurga e neurologa rumena († 2008)
- 21 marzo - Alessandro Mettimano, generale e aviatore italiano († 1983)
- 21 marzo - Aldo Monsellato, calciatore italiano
- 21 marzo - Éric Rohmer, regista, sceneggiatore e scenografo francese († 2010)
- 22 marzo - James Brown, attore statunitense († 1992)
- 22 marzo - Lisimaco Casarosa, veterinario italiano († 2006)
- 22 marzo - Carlo Facchini, dirigente sportivo, allenatore di calcio e calciatore italiano († 2010)
- 22 marzo - Enrico Fogliazza, partigiano e politico italiano († 2013)
- 22 marzo - Roy Fowler, nuotatore e arciere australiano († 2002)
- 22 marzo - Werner Klemperer, attore tedesco († 2000)
- 22 marzo - Antoine de La Garanderie, filosofo e pedagogista francese († 2010)
- 22 marzo - Josip Manolić, politico croato († 2024)
- 22 marzo - Ross Martin, attore polacco († 1981)
- 22 marzo - Katsuko Saruhashi, chimica giapponese († 2007)
- 22 marzo - William Travilla, costumista statunitense († 1990)
- 23 marzo - Michele Maria Giambelli, vescovo cattolico italiano († 2010)
- 23 marzo - Andrzej Kleeberg, militare e aviatore polacco († 2010)
- 23 marzo - Furio Rendine, compositore e arrangiatore italiano († 1987)
- 23 marzo - Neal Edward Smith, politico statunitense († 2021)
- 23 marzo - Leonetto Spagnoli, calciatore italiano († 2001)
- 23 marzo - Roza Tamarkina, pianista sovietica († 1950)
- 24 marzo - René Acht, pittore svizzero († 1998)
- 24 marzo - Cesare Cases, germanista, traduttore e critico letterario italiano († 2005)
- 24 marzo - Aniello Gentile, glottologo e storico italiano († 2007)
- 24 marzo - Sven Lundquist, tiratore a segno svedese († 2007)
- 24 marzo - Carlo Monti, velocista italiano († 2016)
- 24 marzo - Gene Nelson, ballerino, attore e cantante statunitense († 1996)
- 25 marzo - Paul Scott, scrittore, drammaturgo e poeta inglese († 1978)
- 25 marzo - Patrick Troughton, attore britannico († 1987)
- 26 marzo - Pier Gildo Bianchi, patologo, poeta e conduttore televisivo italiano († 2006)
- 26 marzo - Luigi Cassano, calciatore italiano († 1948)
- 26 marzo - Sergio Livingstone, calciatore cileno († 2012)
- 27 marzo - Ascanio Assirelli, calciatore italiano († 1981)
- 27 marzo - František Krištofík, calciatore slovacco († 1993)
- 27 marzo - Angelo Lo Forese, tenore italiano († 2020)
- 27 marzo - Luca Perrone, linguista italiano († 1984)
- 27 marzo - Giorgio Piovano, politico, scrittore e partigiano italiano († 2008)
- 27 marzo - Colin Rowe, architetto e urbanista britannico († 1999)
- 28 marzo - Lidia De Grada, politica, insegnante e giornalista italiana († 2005)
- 28 marzo - Kelpo Gröndahl, lottatore finlandese († 1994)
- 28 marzo - Alvaro Lasi, calciatore italiano
- 28 marzo - Aiace Parolin, direttore della fotografia italiano († 2016)
- 29 marzo - Franco Caracciolo, direttore d'orchestra italiano († 1999)
- 29 marzo - Gian Carozzi, pittore italiano († 2008)
- 29 marzo - Natale Di Piazza, politico italiano († 1973)
- 29 marzo - Giannino Facci, calciatore italiano
- 29 marzo - Gottfried Weilenmann, ciclista su strada svizzero († 2018)
- 30 marzo - Hiroshi Akutagawa, attore giapponese († 1981)
- 30 marzo - Gigi Beccaria, cantante italiano († 2006)
- 30 marzo - Luigi Gatti, armonicista e cabarettista italiano († 2008)
- 30 marzo - Endre Győrfi, pallanuotista ungherese († 1992)
- 30 marzo - Daniel Koshland, biochimico statunitense († 2007)
- 30 marzo - Gioacchino Lauro, politico, armatore e dirigente sportivo italiano († 1970)
- 31 marzo - Deborah Mitford, nobildonna britannica († 2014)
- 31 marzo - Marija Vasil'evna Smirnova, aviatrice sovietica († 2002)
- 31 marzo - Bruno Vecchiarelli, politico italiano († 2005)